# LT&SR Vacuum Cleaning Van
Zum Reinigen ihrer Personenwagen baute die britische London, Tilbury and Southend Railway (LT&SR) 1912 in ihren eigenen Werkstätten einen speziellen Staubsauger-Wagen (im Englischen mit Vacuum Cleaning Van bezeichnet).

## Geschichte
Wie die meisten größeren britischen Eisenbahngesellschaften entschied sich auch die LT&SR zur Reinigung ihrer Personenwagen einen „Staubsauger-Wagen“ anzuschaffen. Dieser entstand 1912 in den bahneigenen Werkstätten im Londoner Stadtteil Plaistow. Er funktionierte im Prinzip wie ein normaler Staubsauger mit einem sehr langen Schlauch. Nachdem die Gesellschaft noch im gleichen Jahr von der Midland Railway (MR) übernommen worden war, ging der Wagen in deren Besitz über. Irgendwann in der Folgezeit wurde die Nummer des Wagens von 1857 in 1855 geändert, die er auch nach dem Inkrafttreten des Railways Act 1921 und dem damit verbundenen Zusammenschluss mehrerer Eisenbahngesellschaften zur London, Midland and Scottish Railway (LMS) behielt. Nach der Verstaatlichung 1948 bekam der Wagen bei British Railways die Nummer M279962.
1966 stand das Fahrzeug auf einem Abstellgleis des Bahnhofs in Windermere. Anfang der 1980er wurde es auf einen Schrottplatz in Wigan gebracht, von dem es eine Gruppe von Freiwilligen des Astley Green Colliery Museum rettete. 2012 wurde es vom Mangapps Railway Museum in der Nähe von Burnham-on-Crouch gekauft, wo es mittlerweile wieder in seiner Ursprungsausführung zu sehen ist.
Dieser Wagen ist neben der Lokomotive Nr. 80 der Baureihe 79 das einzige erhaltene Fahrzeug der LT&SR.